# Aimers
Aimers — південнокорейський бой-бенд, який дебютував у 2022 році під керівництвом Hyper Rhythm. Гурт складається з шістьох учасників: Синхьона, Инджуна, Дорьона, Йоеля, Синхвана і Уйона. 17 листопада 2022 вийшов дебютний мініальбом гурту Stage 0. Betting Starts.

## Дискографія

### Сингл-альбоми
| Назва     | Деталі альбому                                                                             | Пікові позиції у чартах | Продажі                 |
| Назва     | Деталі альбому                                                                             | KOR                     | Продажі                 |
| --------- | ------------------------------------------------------------------------------------------ | ----------------------- | ----------------------- |
| Fireworks | - Реліз: 27 січня 2023 - Лейбл: Hyper Rhythm - Формат: SMC, цифрове завантаження, стриминг | 52                      | - Південна Корея: 7,940 |
| Bubbling  | - Реліз: 12 травня 2023 - Лейбл: Hyper Rhythm - Формат: CD, цифрове завантаження, стриминг | 57                      | - Південна Корея: 3,667 |

### Мініальбоми
| Назва                   | Деталі альбому                                                                                | Пікові позиції у чартах | Продажі                 |
| Назва                   | Деталі альбому                                                                                | KOR                     | Продажі                 |
| ----------------------- | --------------------------------------------------------------------------------------------- | ----------------------- | ----------------------- |
| Stage 0. Betting Starts | - Реліз: 17 листопада 2022 - Лейбл: Hyper Rhythm - Формат: CD, цифрове завантаження, стриминг | 77                      | - Південна Корея: 3,212 |